# دومينيك بيكر
دومينيك بيكر (بالألمانية: Dominik Becker)‏ هو لاعب كرة قدم ألماني في مركز قلب الدفاع، ولد في 9 يناير 2000 في كوبلنتس في ألمانيا. شارك مع منتخب ألمانيا تحت 17 سنة لكرة القدم ومنتخب ألمانيا تحت 18 سنة لكرة القدم ومنتخب ألمانيا تحت 19 سنة لكرة القدم. أما مع النوادي، فقد لعب مع فيردر بريمن 2 ‏.

## وصلات خارجية
- دومينيك بيكر على موقع قاعدة بيانات كرة القدم.إي يو (الإنجليزية)
- دومينيك بيكر على موقع Soccerway.com (الإنجليزية)
- دومينيك بيكر على موقع عالم كرة القدم.نت (الإنجليزية)